# Franz von Branconi
Franz Rudolf Friedrich Karl Anton von Branconi (* 2. Januar 1857 in Berßel; † 19. Dezember 1914 in Bad Homburg vor der Höhe) war ein preußischer Generalmajor.

## Leben

### Herkunft
Franz war ein Sohn des preußischen Majors und Rittergutbesitzers Gustav von Branconi (1805–1874) und dessen Ehefrau Adelheid, geborene von Buggenhagen (1822–1899).

### Militärkarriere
Nach seiner Erziehung im elterlichen Hause und dem Besuch des Gymnasiums in Wernigerode sowie der Realschule in Goslar, wechselte Branconi an das Berliner Kadettenhaus. Anschließend wurde er am 23. April 1874 dem Leib-Grenadier-Regiment (1. Brandenburgisches) Nr. 8 der Preußischen Armee überwiesen und avancierte Mitte November 1874 zum Sekondeleutnant. Von Mitte März 1880 bis Ende Juni 1883 war er Adjutant und untersuchungsführender Offizier des Füsilier-Bataillons. Daran schloss sich die Kommandierung als Adjutant beim II. Bataillon im 1. Brandenburgischen Landwehr-Regiment Nr. 8 in Küstrin sowie Mitte Mai 1884 seine Beförderung zum Premierleutnant an. Am 21. November 1884 wurde Branconi unter Stellung à la suite in das Infanterie-Regiment „Prinz Friedrich der Niederlande“ (2. Westfälisches) Nr. 15 versetzt und zur Dienstleistung beim Herzoglich Braunschweigischen Infanterie-Regiment Nr. 92 kommandiert. Mitte April 1886 folgte mit einem Patent vom 20. Mai 1882 seine Versetzung in dieses Regiment. Zur weiteren Ausbildung absolvierte er ab Oktober 1886 für drei Jahre die Kriegsakademie in Berlin. Branconi stieg Ende September 1889 zum überzähligen Hauptmann auf und war vom 15. Oktober 1889 bis zum 4. Juli 1892 als Kompaniechef tätig. Unter Stellung à la suite wurde er anschließend als Lehrer zur Kriegsschule in Engers versetzt. Unter Belassung in diesem Kommando stand er ab dem 15. Juli 1893 à la suite des Oldenburgischen Infanterie-Regiments Nr. 91 und nahm im Sommer 1895 an der Generalstabsübungsreise des VII. Armee-Korps teil. Mit der Ernennung zum Kompaniechef im 6. Pommerschen Infanterie-Regiment Nr. 49 kehrte Branconi am 17. Juni 1897 in den Truppendienst zurück, wurde Mitte November 1897 als überzähliger Major dem Regiments aggregiert und am 27. Januar 1899 zum Kommandeur des III. Bataillons in Gnesen ernannt. Ab dem 24. April 1904 war er als Oberstleutnant Kommandeur der Kriegsschule in Engers und stieg in dieser Stellung am 27. Januar 1907 zum Oberst auf. Am 20. März 1911 erfolgte seine Versetzung als Generalmajor und Kommandeur der 49. Infanterie-Brigade (1. Großherzoglich Hessische) nach Frankfurt am Main. In Genehmigung seines Abschiedsgesuches wurde Branconi gesundheitsbedingt am 1. Oktober 1912 mit der gesetzlichen Pension zur Disposition gestellt und mit dem Roten Adlerorden II. Klasse mit Eichenlaub ausgezeichnet.
Er war Ehrenritter des Johanniterordens und lebte nach seiner Verabschiedung in Bad Homburg.

### Familie
Branconi hatte sich am 20. September 1890 in Bredow mit Marianne Géniol (* 1870) verheiratet. Aus der Ehe gingen die Töchter Marianne (* 1892) und Marie Luise (* 1901) sowie der Sohn Günter (1894–1915) hervor, der als Leutnant im Leib-Grenadier-Regiment „König Friedrich Wilhelm III.“ (1. Brandenburgisches) Nr. 8 während des Ersten Weltkriegs bei Moulin-sous-Touvent fiel.